# Phytomyza aquilegioides
Phytomyza aquilegioides är en tvåvingeart som beskrevs av Sehgal 1971. Phytomyza aquilegioides ingår i släktet Phytomyza och familjen minerarflugor. Inga underarter finns listade i Catalogue of Life.